# 宣大之戰
宣大之戰是明清战争中後金進攻宣府和大同地區的戰鬥。明朝崇祯五年（清太宗天聪六年，1632年）五月到崇祯八年（天聪九年，1635年）八月，後金軍第二次入塞。
1632年，后金击败蒙古林丹汗之后，于五月由皇太极率军九万从博多克隘口出关，掠夺明朝边地。西至黄河木纳汉山、东至宣府、自归化城南达大同府一带。六月回军。
1634年五月，皇太极领兵直趋宣大。七月，命大贝勒代善等领兵入得胜堡，攻取大同府，到朔州会师。贝勒阿济格等入龙门，至宣府。皇太极自与贝勒阿巴泰、豪格及孔有德、耿仲明等自宣府至朔州，围应州。闰八月，至大同府回师。皇太极此次掳掠大同、宣府，各牛录分取男妇奴婢和牛。因分配不均，有些士兵赌气不抢，以致所得不多。在河南包围高迎祥、李自成、张献忠等人的曹文诏被调往大同抗金，以致被围民军趁机突围。
1635年五月，皇太极命多尔衮、萨哈璘、豪格往收察哈尔部林丹汗的河套地区。顺道在山西掳掠，经忻州、代州至定襄、五台、崞县，达太原府一带。九月回军。